# Larina Aylin Hillemann
Larina Aylin Hillemann, nach Heirat Larina Aylin Wiesen (* 18. Mai 1996 in Reinbek), ist eine deutsche Steuerfrau im Rudern.

## Karriere
2013 gewann sie mit dem Achter die Silbermedaille bei den Junioren-Weltmeisterschaften. Bei den Junioren-Weltmeisterschaften in Hamburg gewann sie mit dem Achter den Titel. Ein Jahr später steuerte sie den Achter auf Platz vier bei den U23-Weltmeisterschaften 2015.
Nach einem fünften Platz bei den Europameisterschaften 2016 wurde sie mit dem Achter ebenfalls fünfte bei der Nachqualifikationsregatta zu den Olympischen Spielen 2016. Später in der Saison belegte sie den sechsten Platz bei den U23-Weltmeisterschaften. Bei den U23-Weltmeisterschaften 2017 wurde sie Vierte mit dem Achter. 2018 belegte sie mit dem Vierer mit Steuermann der Männer bei den U23-Weltmeisterschaften den vierten Platz. 2019 startete sie im Achter bei den Weltmeisterschaften, mit dem sie auf den zehnten Platz fuhr. Bei den Europameisterschaften 2020 konnte sie mit dem Achter die Silbermedaille gewinnen, hinter den Rumäninnen.
Larina Aylin Hillemann heiratete den Steuermann Jonas Wiesen.

## Internationale Erfolge
- 2013: Silbermedaille Junioren-Weltmeisterschaften im Achter
- 2014: Goldmedaille Junioren-Weltmeisterschaften im Achter
- 2015: 4. Platz U23-Weltmeisterschaften im Achter
- 2016: 5. Platz Europameisterschaften im Achter
- 2016: 6. Platz U23-Weltmeisterschaften im Achter
- 2017: 4. Platz U23-Weltmeisterschaften im Achter
- 2018: 4. Platz U23-Weltmeisterschaften im Vierer mit Steuermann
- 2019: 10. Platz Weltmeisterschaften im Achter
- 2020: Silbermedaille Europameisterschaften im Achter